# Humphrey Lloyd

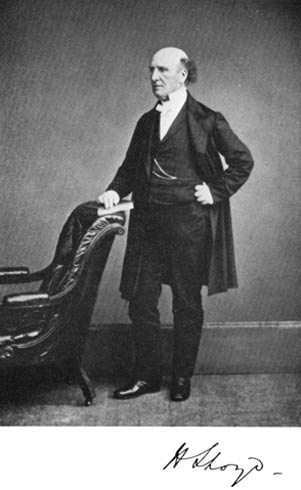
Humphrey Lloyd

Humphrey Lloyd (* 16. April 1800 in Dublin; † 17. Januar 1881 ebenda) war ein britischer Physiker.

## Leben und Wirken
Nach dem glänzenden Abschluss seiner wissenschaftlichen Studien wandte sich Lloyd als Physiker vornehmlich optischen Problemen zu. Dabei beschäftigte er sich besonders mit theoretischen Fragen der Reflexion des Lichtes. Grundlegend für die Physik der Optik waren dabei vor allem seine Versuche zur Interferenz des Lichtes, die er mit nur einem einzigen Spiegel durchführte. Von besonderer Bedeutung waren auch seine theoretischen Untersuchungen über die konische Refraktion.
Humphrey Lloyd war Provost des Trinity-Colleges in Dublin. Seit 1836 war er Mitglied der Royal Society. 1843 wurde er zum korrespondierenden Mitglied der Göttinger Akademie der Wissenschaften gewählt. 1845 wurde er Ehrenmitglied (Honorary Fellow) der Royal Society of Edinburgh. Für seine wissenschaftlichen Verdienste wurde er am 31. Mai 1874 in den preußischen Orden pour le mérite für Wissenschaft und Künste als ausländisches Mitglied aufgenommen.
Lloyd ist Namensgeber für den Mount Lloyd und den Mount Humphrey Lloyd in der Antarktis.